# Tomo Martelanc
Tomo Martelanc, slovenski novinar, komunikolog in bibliotekar, * 25. februar 1928, Ljubljana, † 14. september 2000, Ljubljana.

## Šolanje
Po končani srednji šoli je leta 1952 diplomiral na Novinarsko-diplomatski visoki šoli na beograjski univerzi.

## Delo
Od leta 1953 do 1959 je delal kot novinar in komentator v zunanjepolitični redakciji Radia Ljubljana. Kasneje je bil dopisnik Jugoslovanske radio-televizije iz Londona do leta 1963. Od 1963 do 1965 je bil glavni urednik TV programa RTV Ljubljana. Od 1965 do 1969 je opravljal dolžnost republiškega sekretarja za prosveto in kulturo v tedanji vladi Slovenije. 
V desetletju od 1970 do 1980 se je vključil kot višji predavatelj na Fakulteto za sociologijo politične vede in novinarstvo Univerze v Ljubljani. V času ko je predaval, in tudi še pozneje, se je kot komunikolog posvečal problematiki množičnega komuniciranja in sodeloval v številnih domačih in mednarodnih raziskavah in strokovnih organizacijah. Bil je konsultant UNESCO, od 1980 do 1988 podpredsednik Mednarodnega združenja za raziskovanje množičnih komunikacij in član Skrbniškega sveta Mednarodnega instituta za komunikacije. 
Od 1980 do 1992 je deloval kot ravnatelj Narodne in univerzitetne knjižnice. V tem času je aktivno sodeloval pri oblikovanju in sprejetju novega knjižničarskega zakona. Predvsem pri uveljavljanju določil o sodobnih funkcijah nacionalne knjižnice, o organiziranju strokovno in delovno povezovalnega slovenskega knjižničnega informacijskega sistema in pri uvedbi medinteresno povezovalnega (kultura, izobraževanje, znanost), usklajevalnega in usmerjevalnega strokovnega sveta za knjižničarstvo v Sloveniji. Na drugi strani pa je razvijal sodelovanje slovenske nacionalne knjižnice in knjižničarske slovenske strokovne organizacije s knjižničarsko razvitimi državami in z mednarodnimi strokovnimi organizacijami. Na podlagi teh spoznanj je razvijal delovanje bibliotekarskega razvojnega centra in knjižničarske informacijske dejavnosti, vnašal v izvajanje zakonskih določil o poslovanju nacionalne in drugih knjižnic sodobne strokovne usmeritve in standarde ter posploševal njihovo računalniško in komunikacijsko strojno in programsko opremljanje, uvedbo univerzalne strojno čitljive bibliotekarske obdelave knjižničnega gradiva (katalogi, bibliografija) po mednarodnem sistemu (UNIMARC) in uvedbo sistema vzajemne katalogizacije slovenskih tiskov (COBISS), opremljanje slovenskih publikacij z mednarodnim kataložnim zapisom (CIP) in oblikovanje slovenskega nacionalnega centra v mednarodnem sistemu podatkov o monografskih in serijskih publikacijah (ISBN, ISSN), razvijanje mednarodne medknjižnične izposoje in izmenjave znanstvenih informacij in literature ter knjižnično razstavno in propagandno dejavnost.
V bibliotekarski publicistiki je pisal o slovenski knjižničarski zakonodaji, o načrtovanju knjižničnega inforamcijskega sistema, o moderni delovni in komunikacijski tehnologiji za poslovanje knjižnic in o elementih za pridobivanje splošnega ugodnega mnenja o knjižnici.

## Nagrade
Leta 1957 in leta 1976 je prejel Tomšičevo nagrado za novinarsko delo.
Leta 1988 pa je za posebne uspehe na področju bibliotekarstva prejel Čopovo diplomo.

## Pomembna dela
- Komuniciranje med jugoslovanskimi narodi in razvojne spremembe, Ljubljana : Fakulteta za sociologijo, politične vede in novinarstvo, 1973
- Kako v korak s časom?, Knjižnica 35(1991)2-3 , stran 31-37
- Osebna izkaznica knjižnice, Knjižnica 33(1989)3-4 , stran 147-156
- Pomen vzajemnega kataloga za oblikovanje enotnega KIS, Knjižnica 32(1988)3-4 , stran 156-169
- Razvoj knjižničnoinformacijskega sistema v Sloveniji, Knjižnica 30(1986)3-4 , stran 9-19
- Kaj prinaša novi zakon o knjižničarstvu?, Knjižnica 27(1983)1-4 , stran 117-121